# Schmitz-Werke
Die Schmitz-Werke GmbH + Co. KG sind ein international tätiges, mittelständisches Unternehmen der Textilindustrie. Hauptgeschäftsfelder sind die Herstellung von Markisen, Markisentüchern, Dekostoffen, Vorhängen und technischen Textilien. Das Familienunternehmen wird in vierter Generation geführt und beschäftigt rund 730 Mitarbeiter (2014). Das Firmengelände der Produktionsstätte und Verwaltung in Emsdetten umfasst ca. 120.000 m² Fläche, wovon etwa 80.000 m² bebaut sind. Der Jahresumsatz beträgt rund 100 Mio. Euro (2014).
Die Produktion erfolgt ausschließlich in Deutschland. Zahlreiche Vertriebs-Tochtergesellschaften befinden sich in Frankreich, Großbritannien, Italien, Spanien, Niederlande, Österreich, Schweiz und Australien. Partnerschaften und Beteiligungen an Vertriebsgesellschaften bestehen in Belgien, Dänemark, Finnland, Griechenland, Luxemburg, Neuseeland, Niederlande, Norwegen, Polen, Portugal, Russland, Schweden, Schweiz, Singapur, Slowenien, Ungarn, USA und Zypern.
Das Unternehmen ist unter anderem Mitglied im Verband der Nordwestdeutschen Textil- und Bekleidungsindustrie, im Förderverein des Hermann-Emanuel-Berufskollegs des Kreises Steinfurt und in der Gesellschaft zur Förderung der Westfälischen Wilhelms-Universität.

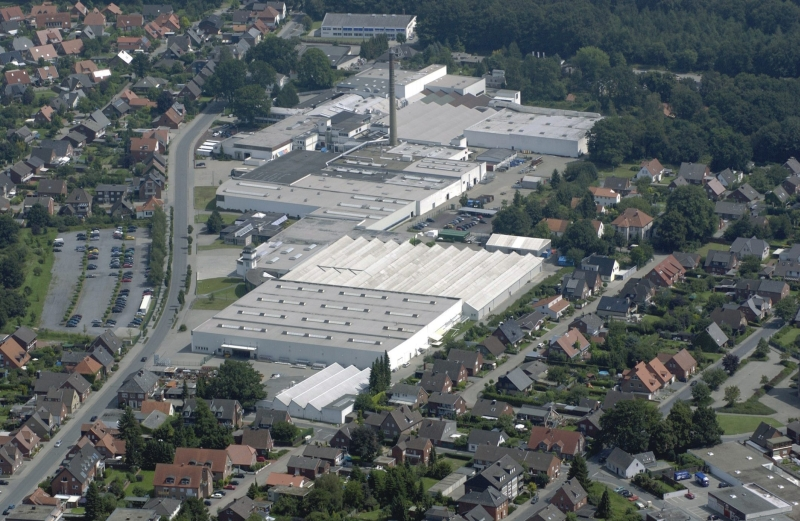
Luftbild des Unternehmenssitzes der Schmitz-Werke in Emsdetten

## Produkte

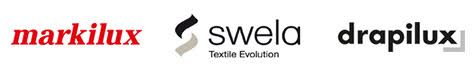
Marken-Logos

1972 begannen die Schmitz-Werke in einer eigenen Metallbauabteilung und Näherei die Produktion von Fertigmarkisen für Fenster, Terrassen und Wintergärten unter dem Markennamen markilux. Die Marke ist mit zahlreichen Tochtergesellschaften der Schmitz-Werke und Partnerschaften weltweit vertreten. Sie ist die einzige Markisenmarke in Deutschland, bei der die Markisentücher noch im gleichen Haus gewebt werden. Die Produktpalette umfasst Gelenkarmmarkisen für Balkon und Terrasse, Wintergartenmarkisen, Fensterbeschattungen, Seitenmarkisen, Innensonnenschutzsysteme, Outdoormöbel und Kissen.
Einen weiteren Teil der Produktion stellt die Herstellung von Objekt-Dekorationsstoffen unter der Marke drapilux dar. Durch spezielle Ausrüstung erhalten diese Textilien beispielsweise luftreinigende, geräuschdämmende oder keimhemmende Eigenschaften. Der Großteil der Stoffe ist schwer entflammbar.
Außerdem produzieren die Schmitz-Werke technische Textilien und Stoffe für die Verwendung im Freien u. a. für den Markisen-, Boots- und Bezugstoffsektor unter dem Namen swela. Im eigenen Hause fertigt das Unternehmen Hightechgewebe mit hierfür entwickelten Ausrüstungen und Appreturen.